# Pequeno Cervino
O Petit Cervin (em francês significa "Pequeno Cervino" ou em alemão:  Klein Matterhorn) é um cume dos  Alpes valaisanos, Suíça cujo ponto culminante se encontra a 3883 m de altitude, não longe do Cervino.
A primeira ascensão, não sem riscos, que é realizada por Horace-Bénédict de Saussure e os guias J. M. Couttet, J. B. Erin a 13 de agosto de 1892, é por ele descrita em Voyages dans les Alpes.
Desde 23 de dezembro de 1979 que existe um teleférico que terminando no Petit Cervin permite um acesso fácil ao próprio  Matterhorn (Cervino) ou ao Breithorn.

## Imagens

O terraço do Pequeno Cervino
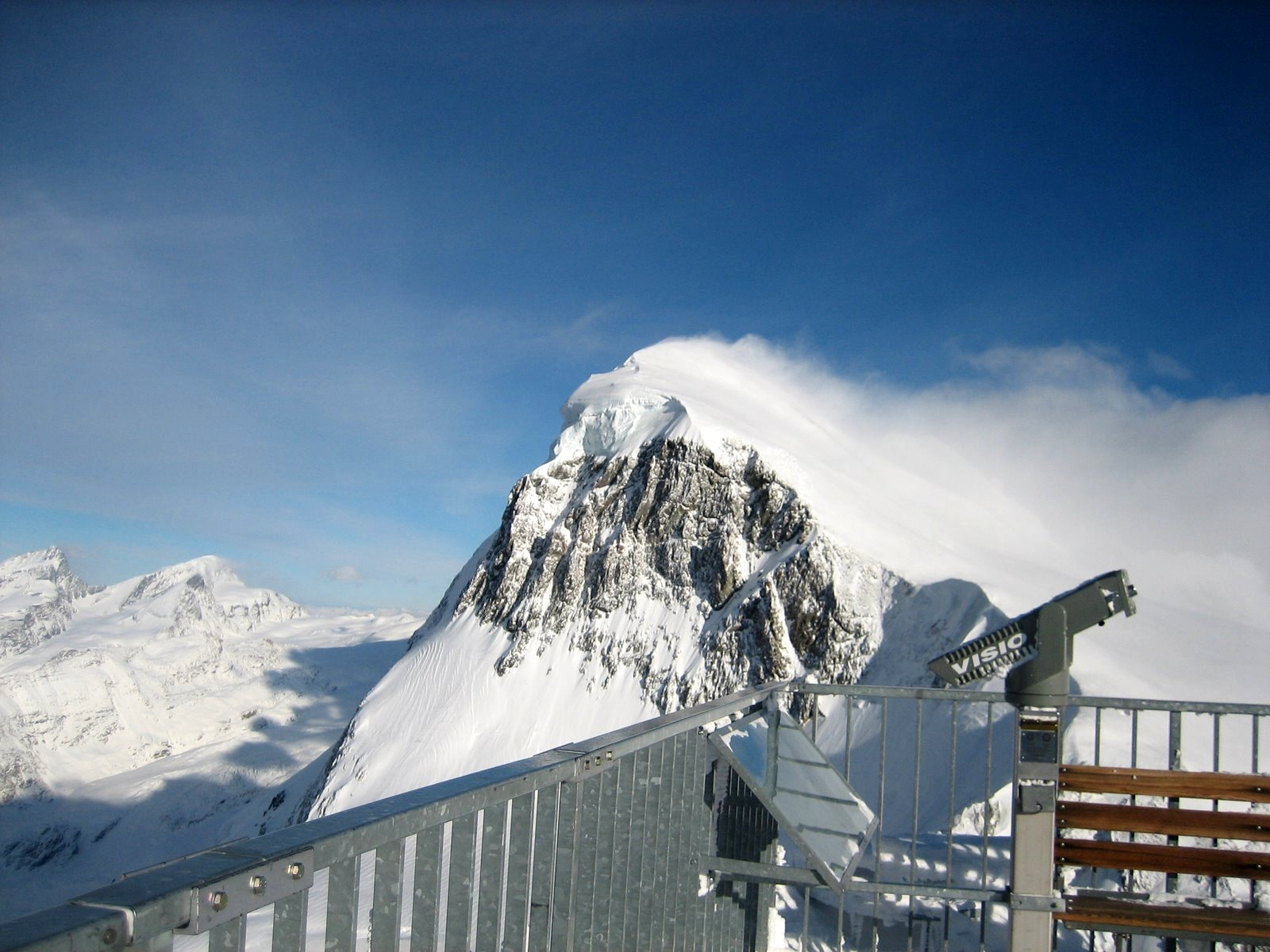
Vista do terraço sobre o Breithorn
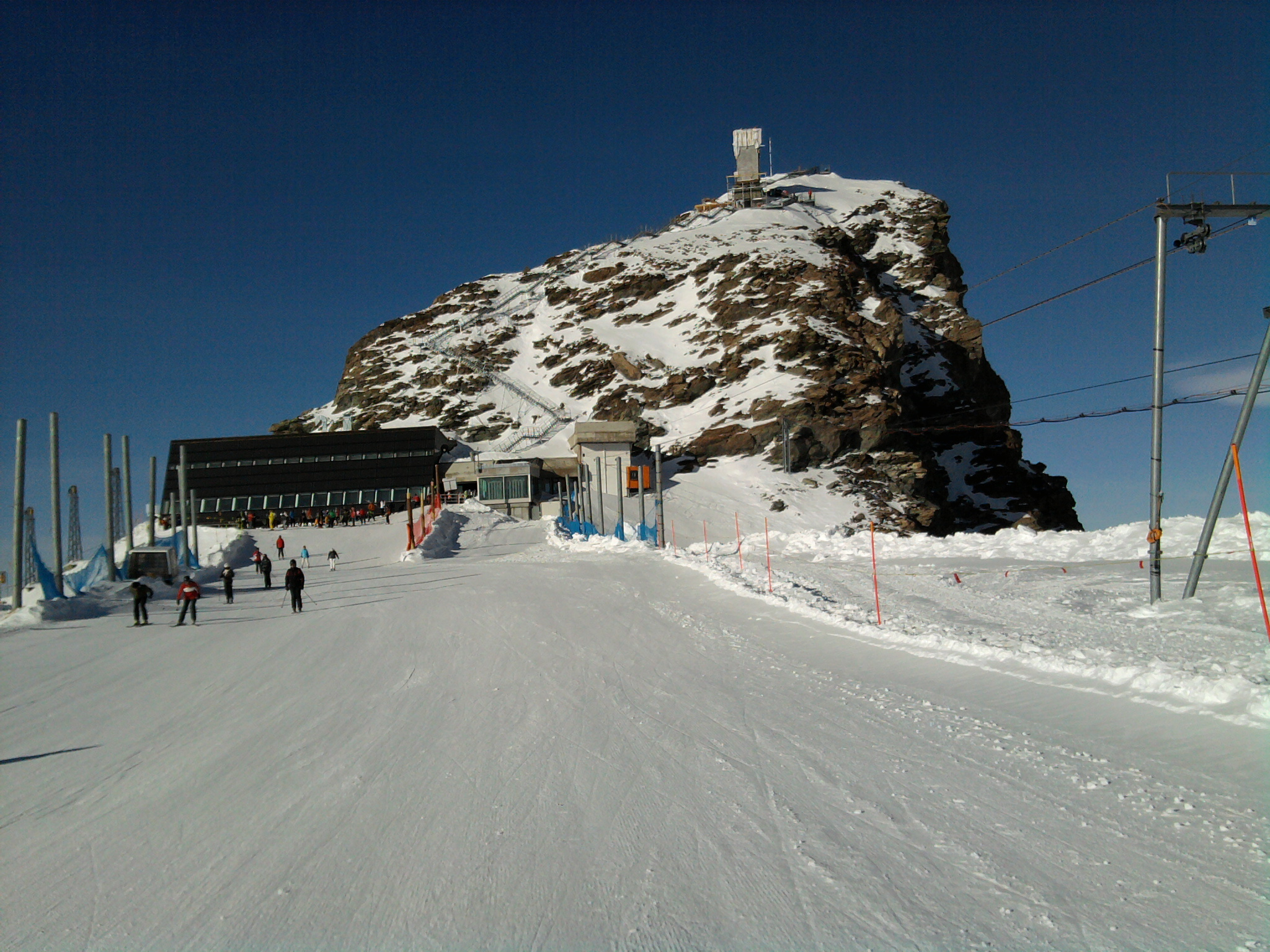
Petit Cervin